# 虢国夫人

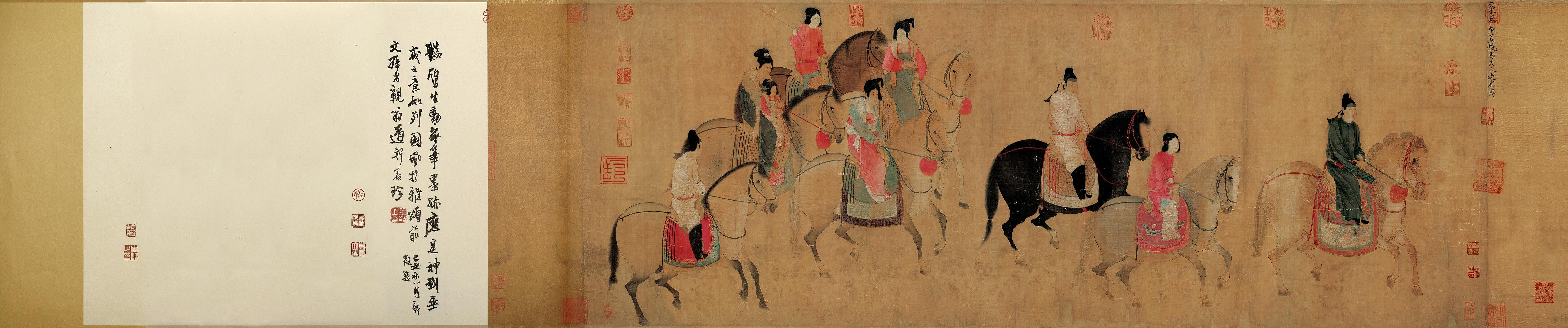
張萱『虢国夫人遊春図』（摹本）

虢国夫人（かくこくふじん、生年不詳 - 至徳元載（756年））は、唐代玄宗朝の妃である楊貴妃の姉。姓は楊、名は伝わっていない。楊貴妃の栄誉の恩恵を受けて豪奢にふるまったが、楊貴妃の死後殺された。

## 経歴

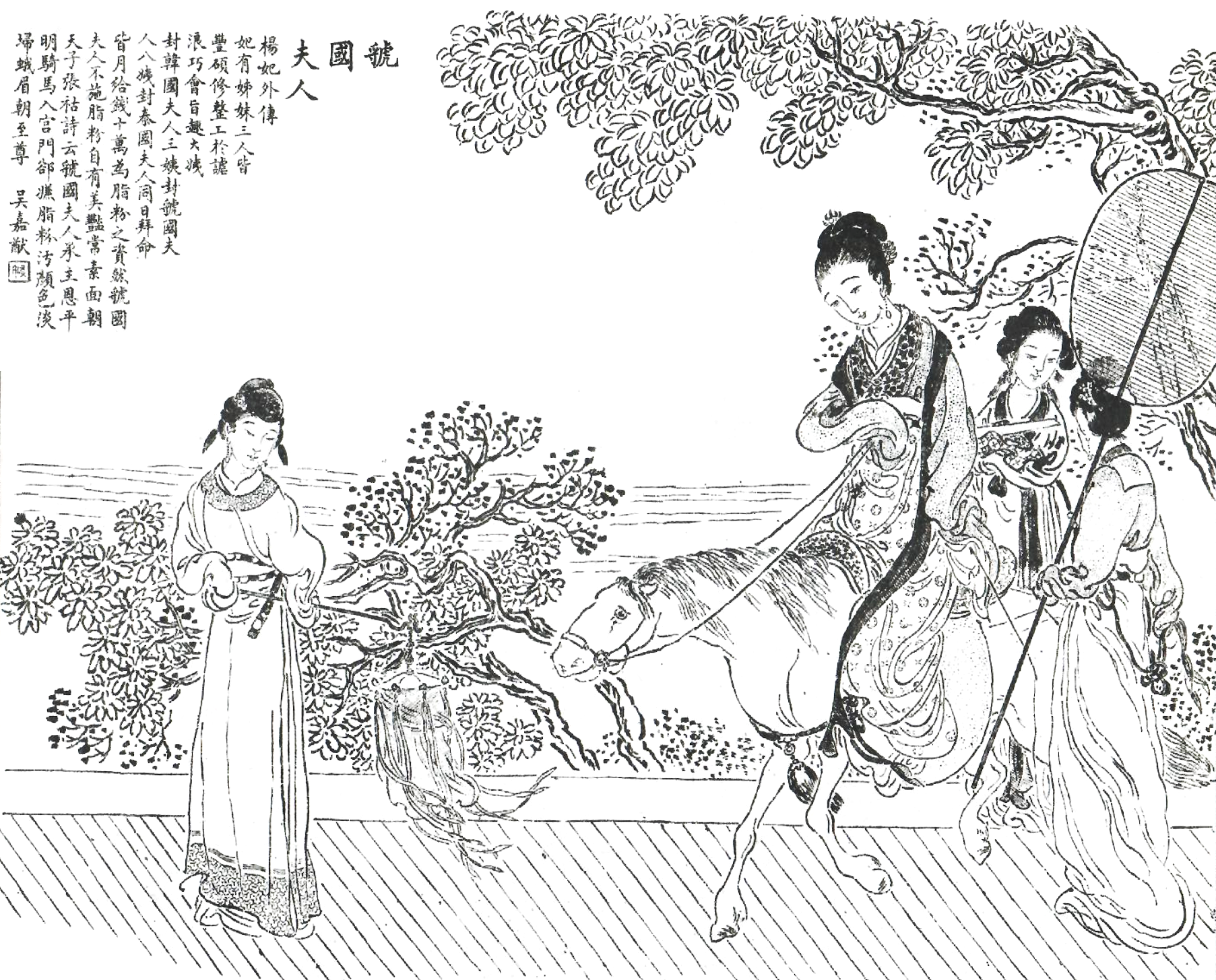
虢国夫人（『古今百美図』）

蜀州司戸の楊玄琰の二女（三女という記述もあるが、従姉妹などを含めた排行だと思われる）。父が死に、代わりに楊国忠が家を守っていた時、その間に私通していたという。この前後に裴氏に嫁ぎ、子の裴徽と娘を一人、生んでいる。
この後の動向は不明だが、楊貴妃が寿王李瑁の妃になった開元23年（735年）から貴妃に冊された天宝4載（745年）までに、夫の裴氏に死なれ、寡婦となり、従兄弟の楊銛・楊錡と姉妹とともに蜀州から長安に移っていたようである。虢国夫人は他の姉妹同様に優れた容貌を持ち、頭の回転も回り、宮中に入り日が暮れるまで帰らなかったという。
この頃またいとこの楊国忠の来訪を受け、屋敷に泊まらせ、玄宗に推薦した。天宝7載（748年）には虢国夫人に封じられ、姉が韓国夫人、妹も秦国夫人に封じられ、毎年千貫を化粧代として支給されることになった。
虢国夫人は美貌に自信を持っており、化粧をせずに玄宗の前に出た。宮廷にも相変わらず出入りして、姉妹たちとともに楊貴妃の琵琶の弟子になったという。子の裴徽は延光公主と婚姻を結ぶ。この間の楊国忠との密通の噂は絶えず、韓国夫人と三人で馬に乗りながら、背後の百人以上の宮女に灯りを持たせ、ふざけあいながら参内したという。杜甫の詩にも彼女を題材に「虢国夫人」や「麗人行」に唱われている（「虢国夫人」は別人作説あり）。
また、張萱の『虢国夫人遊春図』は彼女を題材にしたもので、男装をして馬に乗り、列の先頭を行く彼女の姿が描かれている。後世において、民間でも神格化されて梨の花の神として祀られる。
楊氏一族の中で最も豪奢と横暴であることで知られ、官人の家に入り込み、家を壊して新しい自宅を造り、隅っこの土地だけを返した話や、蟻やとかげが出られないほどの精緻な屋敷を建てた話が残っている。天宝12載（753年）頃、楊国忠が自邸で人事を行った際に、名を呼ばれた者の容貌がよくないと簾ごしに姉妹たちと嘲笑したという話もある。
天宝14載（755年）の安史の乱の勃発に伴い、至徳元載（756年）の玄宗の長安出奔後、先行して陳倉に赴いていたが、楊国忠・韓国夫人・楊貴妃の死を聞き、逮捕にきた県令を反乱軍と思い逃げだした。そして裴徽と娘と楊国忠の妻の裴柔を殺して自殺を図ったが、死にきれずに捕らえられた。この時、「国のものか？賊か？」とたずねると「どちらとも言える」と答えが返ってきた話が残っている。のどに血が固まり死んだ。
清代の『百美新詠図伝』では、中国歴朝で最も名高い美人百人に選ばれている。

## 韓国夫人
楊玄琰の長女。崔峋に嫁いでいた。韓国夫人に封じられる。皇子・皇孫の婚姻は、韓国夫人や虢国夫人に賄賂を贈れば思い通りになったという。至徳元載（756年）、楊国忠が殺された後、陳玄礼率いる兵士たちに殺された。娘は代宗の郡王時代の正室崔氏。

## 秦国夫人

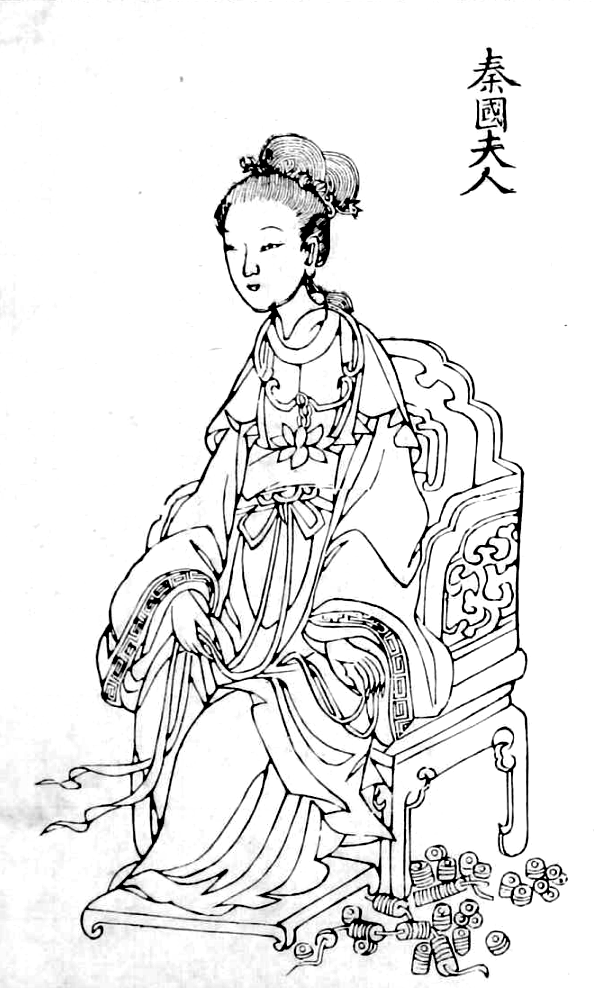
秦国夫人『百美新詠図伝』より

楊玄琰の三女。楊貴妃の姉（排行は八番目だったと思われる）。柳澄という男に嫁いでいたが死に別れ、子は柳鈞といった。秦国夫人に封じられる。天宝6載（747年）に、彼女が宮中に侍女の明珠を連れてきたことが、楊慎矜失脚の原因の一つとなった。玄宗と楊貴妃が主催した演奏会において、唯一の聞き手となり、300万銭の祝儀を出した話が残っている。天宝13載〜14載頃に死去している。
清代の『百美新詠図伝』では、中国歴朝で最も名高い美人百人に選ばれている。

## 楊氏五家
楊銛・楊錡・韓国夫人・虢国夫人・秦国夫人の5家で楊氏五家と言われた。（楊国忠を含めて、楊氏六家という場合もある）。彼らの邸宅には、四方からの賄賂や玄宗からの贈り物の使者が絶えず訪れ、彼らの生活は奢侈を極めた。五家は、屋敷の壮麗を競い、他の家の方が見栄えがしたら、屋敷を壊して造らせた。玄宗に従って華清宮に赴く時は、各家が一隊を組み、そろいの衣装を着て、列を組んでくりだし、『五家合隊』と言った。行列の後には、かんざしや宝石が転がり、芳香が漂ったという。楊家の権勢は玄宗の娘の広平公主ですら、その下僕に落馬させられ、夫が鞭打たれても、下僕の死刑の代償として、夫が免職させられるほどであった。

## 伝記資料
- 『旧唐書』
- 『新唐書』
- 『資治通鑑』
- 楽史『楊太真外伝』